# Paul Friedrich Bronisch
Paul Friedrich Bronisch, sorbisch Pawoł Fryco Broniš, (* 9. Juni 1830 in Jessen bei Spremberg; † 11. Dezember 1898 in Cottbus) war ein in der Niederlausitz tätiger sorbischer Pfarrer und Schriftsteller.

## Leben
Der Sohn eines Pfarrers besuchte das Gymnasium in Cottbus und studierte Theologie in Berlin. Er war von 1855 bis 1859 Diakon in Peitz und danach bis 1873 Pfarrer in Leuthen bei Drebkau. Von 1873 bis zu seinem Tod im Jahr 1898 war er Archidiakon der sorbischen Klosterkirche in Cottbus.
Bronisch predigte auf Niedersorbisch und übersetzte verschiedene Texte in diese Sprache, beispielsweise Johann Wolfgang von Goethes Erlkönig. An der Übersetzung der 1868 gedruckten niedersorbischen Bibel war er beteiligt.
Er war 1880 Mitbegründer der niedersorbischen Maśica Serbska. Sein Sohn Matthias Gotthelf Bronisch (1868–1937) wurde ebenfalls Pfarrer und betätigte sich als Sprachwissenschaftler.

## Werke
- Kjarliže k spěwanju, 1876
- Na šesty maj, 1891